# Спиро Мицев
Спиро Мицев е български революционер, опълченец, участник в Кресненско-Разложкото въстание.

## Биография
Цветков е роден в Сушица, в Османската империя, днес в Северна Македония. При избухването на Руско-турската война в 1877 година Мицев се записва доброволец в Българското опълчение. Участва в съпротивата срещу Берлинския договор и в Кресненско-Разложкото въстание с четата на Георги Пулевски.
Умира в София.